# Исаченко, Александр Никитович
Александр Никитович Исаченко (21 октября 1903, дер. Фёдоровка, Брянская губерния, Российская империя — 1 января 1949, Москва, РСФСР) — советский инженер, партийный деятель, второй секретарь ЦК КП(б) Литвы (1944—1946).

## Биография
Родился в 1903 году. В 1922 году вступил в ВЛКСМ, был организатором комсомольской ячейки. В 1926 году вступил в ВКП(б)
С 1927 по 1934 год обучался на рабочем факультете (рабфаке), затем — в Московском энергетическом институте. После окончания института в 1934 работал инженером-конструктором Московского электрозавода. Активно участвовал в партийной и общественной жизни завода.
В 1938—1939 годах — секретарь комитета ВКП(б) Московского прожекторного завода. С 1939 года — секретарь Сталинского районного комитета ВКП(б). На Московской VIII областной и VII городской объединенной конференции ВКП(б) был избран членом Московского городского Комитета партии. В годы Великой Отечественной войны в должности секретаря Сталинского райкома ВКП(б) занимался организацией выпуска продукции для фронта. В начале 1944 года избран секретарём Московского областного комитета ВКП(б).
В конце 1944 года был направлен на работу вторым секретарём ЦК компартии Литвы. С 30 декабря 1944 по 24 ноября 1946 года — член Бюро ЦК КП (б) Литвы. В 1946 году был избран депутатом Верховного Совета СССР 2-го созыва от Зарасайского уезда Литовской ССР.
Отличался большой подозрительностью и склонностью к интригам. Его пребывание в Литве закончилось скандалом. Исаченко пытался отправить своей семье в Москву большое количество продуктов и мебели, оставшихся после сельскохозяйственной выставки в Литве. Но об этой попытке стало известно А. Снечкусу и Исаченко 24.11.1946 года немедленно был отозван в Москву.
С конца 1946 года до конца жизни работал в аппарате Совета Министров СССР.
Умер 1 января 1949 года. Похоронен на Введенском кладбище (4 уч.).

## Награды и звания
- Орден Ленина (1944) — За успешное выполнение заказов фронта, освоение и серийный выпуск новых образцов военной электротехники и выполнение специальных заданий правительства[3]
- Орден Трудового Красного Знамени[1]
- Медаль «За оборону Москвы»[1]
- Медаль «За доблестный труд в Великой Отечественной войне 1941—1945 гг.»[1]
- Медаль «В память 800-летия Москвы»[1]